# Kaisma kommun
Kaisma kommun var en tidigare en kommun i Estland.   Den låg i landskapet Pärnumaa, i den sydvästra delen av landet, 90 km söder om huvudstaden Tallinn.
År 2009 uppgick kommunen i Vändra kommun.
Följande samhällen fanns i Kaisma kommun:
- Kergu
- Kaisma

Trakten ingår i den hemiboreala klimatzonen. Årsmedeltemperaturen i trakten är 3 °C. Den varmaste månaden är juli, då medeltemperaturen är 18 °C, och den kallaste är januari, med −12 °C.